# Loropetalum lanceum
Loropetalum lanceum là một loài thực vật có hoa trong họ Hamamelidaceae. Loài này được Hand.-Mazz. miêu tả khoa học đầu tiên năm 1932.